# Cálculo de Ricci
Em matemática, o cálculo de Ricci constitui as regras da notação de índice e manipulação de tensores e campos tensoriais. Também é o nome moderno para o que costumava ser chamado de cálculo diferencial absoluto (a base do cálculo tensorial), desenvolvido por Gregorio Ricci-Curbastro em 1887-1896, e posteriormente popularizado em um artigo  escrito com seu pupilo Tullio Levi-Civita em 1900. Jan Arnoldus Schouten desenvolveu a notação moderna e o formalismo para esta estrutura matemática, e fez contribuições com a teoria, durante suas aplicações à relatividade geral e geometria diferencial no início do século XX.

## Partes simétricas e anti-simétricas

### Parte simétrica do tensor
Parênteses, ( ), em torno de vários índices denota a parte simetrizada do tensor. Ao simetrizar índices p usando σ para variar sobre as permutações dos números 1 a p, obtém-se uma soma sobre as permutações desses índices ασ(i) por i = 1, 2, 3, …, p, e então divide pelo número de permutações:
{\displaystyle A_{(\alpha _{1}\alpha _{2}\cdots \alpha _{p})\alpha _{p+1}\cdots \alpha _{q}}={\dfrac {1}{p!}}\sum _{\sigma }A_{\alpha _{\sigma (1)}\cdots \alpha _{\sigma (p)}\alpha _{p+1}\cdots \alpha _{q}}\,.}
Por exemplo, dois índices de simetrização significam que há dois índices para permutar e somar:
{\displaystyle A_{(\alpha \beta )\gamma \cdots }={\dfrac {1}{2!}}\left(A_{\alpha \beta \gamma \cdots }+A_{\beta \alpha \gamma \cdots }\right)}
enquanto para três índices de simetrização, existem três índices para somar e permutar:
{\displaystyle A_{(\alpha \beta \gamma )\delta \cdots }={\dfrac {1}{3!}}\left(A_{\alpha \beta \gamma \delta \cdots }+A_{\gamma \alpha \beta \delta \cdots }+A_{\beta \gamma \alpha \delta \cdots }+A_{\alpha \gamma \beta \delta \cdots }+A_{\gamma \beta \alpha \delta \cdots }+A_{\beta \alpha \gamma \delta \cdots }\right)}
A simetrização é distributiva em relação à adição;
{\displaystyle A_{(\alpha }\left(B_{\beta )\gamma \cdots }+C_{\beta )\gamma \cdots }\right)=A_{(\alpha }B_{\beta )\gamma \cdots }+A_{(\alpha }C_{\beta )\gamma \cdots }}
Os índices não fazem parte da simetrização quando são:
- não no mesmo nível, por exemplo;
{\displaystyle A_{(\alpha }B^{\beta }{}_{\gamma )}={\dfrac {1}{2!}}\left(A_{\alpha }B^{\beta }{}_{\gamma }+A_{\gamma }B^{\beta }{}_{\alpha }\right)}
- entre parênteses e entre as barras verticais (ou seja, |⋅⋅⋅|), modificando o exemplo anterior;
{\displaystyle A_{(\alpha }B_{|\beta |}{}_{\gamma )}={\dfrac {1}{2!}}\left(A_{\alpha }B_{\beta \gamma }+A_{\gamma }B_{\beta \alpha }\right)}

Aqui os índices α e γ são simetrizados, β não.

### Parte anti-simétrica ou alternada do tensor
Colchetes, [ ], em torno de vários índices denota a parte anti-simetrizada do tensor. Para índices p anti-simetrizantes - a soma das permutações desses índices ασ(i) multiplicado pela assinatura da permutação sgn(σ) é tomado, então dividido pelo número de permutações:
{\displaystyle {\begin{aligned}&A_{[\alpha _{1}\cdots \alpha _{p}]\alpha _{p+1}\cdots \alpha _{q}}\\[3pt]={}&{\dfrac {1}{p!}}\sum _{\sigma }\operatorname {sgn}(\sigma )A_{\alpha _{\sigma (1)}\cdots \alpha _{\sigma (p)}\alpha _{p+1}\cdots \alpha _{q}}\\={}&\delta _{\alpha _{1}\cdots \alpha _{p}}^{\beta _{1}\dots \beta _{p}}A_{\beta _{1}\cdots \beta _{p}\alpha _{p+1}\cdots \alpha _{q}}\\\end{aligned}}}
onde δβ1⋅⋅⋅βp
α1⋅⋅⋅αp é o delta de Kronecker generalizado de grau 2p, com escala conforme definido abaixo.
Por exemplo, dois índices anti-simetrizantes implicam:
{\displaystyle A_{[\alpha \beta ]\gamma \cdots }={\dfrac {1}{2!}}\left(A_{\alpha \beta \gamma \cdots }-A_{\beta \alpha \gamma \cdots }\right)}
enquanto três índices anti-simetrizantes implicam:
{\displaystyle A_{[\alpha \beta \gamma ]\delta \cdots }={\dfrac {1}{3!}}\left(A_{\alpha \beta \gamma \delta \cdots }+A_{\gamma \alpha \beta \delta \cdots }+A_{\beta \gamma \alpha \delta \cdots }-A_{\alpha \gamma \beta \delta \cdots }-A_{\gamma \beta \alpha \delta \cdots }-A_{\beta \alpha \gamma \delta \cdots }\right)}
como para um exemplo mais específico, se F representa o tensor eletromagnético, então a equação
{\displaystyle 0=F_{[\alpha \beta ,\gamma ]}={\dfrac {1}{3!}}\left(F_{\alpha \beta ,\gamma }+F_{\gamma \alpha ,\beta }+F_{\beta \gamma ,\alpha }-F_{\beta \alpha ,\gamma }-F_{\alpha \gamma ,\beta }-F_{\gamma \beta ,\alpha }\right)\,}
representa a lei de Gauss para o magnetismo e a lei de indução de Faraday.
Como antes, a anti-simetrização é distributiva em relação à adição;
{\displaystyle A_{[\alpha }\left(B_{\beta ]\gamma \cdots }+C_{\beta ]\gamma \cdots }\right)=A_{[\alpha }B_{\beta ]\gamma \cdots }+A_{[\alpha }C_{\beta ]\gamma \cdots }}
Tal como acontece com a simetrização, os índices não são anti-simetrizados quando são:
- não no mesmo nível, por exemplo;
{\displaystyle A_{[\alpha }B^{\beta }{}_{\gamma ]}={\dfrac {1}{2!}}\left(A_{\alpha }B^{\beta }{}_{\gamma }-A_{\gamma }B^{\beta }{}_{\alpha }\right)}
- dentro dos colchetes e entre as barras verticais (ou seja, |⋅⋅⋅|), modifica o exemplo anterior;
{\displaystyle A_{[\alpha }B_{|\beta |}{}_{\gamma ]}={\dfrac {1}{2!}}\left(A_{\alpha }B_{\beta \gamma }-A_{\gamma }B_{\beta \alpha }\right)}
Aqui os índices α e γ são anti-simetrizados, β não.

### Soma das partes simétricas e antissimétricas
Qualquer tensor pode ser escrito como a soma de suas partes simétricas e antissimétricas em dois índices:
{\displaystyle A_{\alpha \beta \gamma \cdots }=A_{(\alpha \beta )\gamma \cdots }+A_{[\alpha \beta ]\gamma \cdots }}

como pode ser visto adicionando as expressões acima para A(αβ)γ⋅⋅⋅ e A[αβ]γ⋅⋅⋅. Isso não se aplica a outros índices.